# Barrisca kochalkai
Barrisca kochalkai là một loài nhện trong họ Trechaleidae.
Loài này thuộc chi Barrisca. Barrisca kochalkai được Norman I. Platnick miêu tả năm 1978.